# 昭和精吾事務所
昭和精吾事務所（しょうわせいごじむしょ）は、演劇実験室・天井桟敷のマイクアジテーターであった昭和精吾が1984年に設立した日本の劇団。
おもに寺山修司作品を上演し、アングラの潮流にある。舞台装置もなく、声の力だけで情景を鮮明に想起させる語りは、その情報量の多さから「言葉の洪水」などと評される。
2015年、昭和精吾の急逝を受け、17年劇団を支えてきた俳優こもだまり、イッキを中心とした新体制で活動再開。岸田理生アバンギャルドフェスティバルへの参加や、音楽家・西邑卓哲を音楽監督に迎え、映像と語りをリンクさせる麻人楽音楽劇など、技術の保存のみにとどまらず、新機軸にて精力的に活動している。
2021年、航跡主宰の俳優・梶原航が加入。
公式マスコットは白い犬の「シロ」。レパートリーである『仮面劇・犬神』に登場する大きな犬の首。

## 概要（1984年 - 2012年）
1983年の寺山修司の死後、おもに渋谷ジァン・ジァンで昭和精吾がライフワークとして寺山作品を上演しつづけるために名乗った名義が始まり。
寺山修司の詩の語りとJ・A・シーザーの音楽で構成した詩劇「われに五月を」「寺山修司の世界」「叫ぶ種子あり」等、語りメインの作品を中心に、生バンド編成で行うミュージカル「音楽劇・時代はサーカスの象にのって」、巨大な仮面や小道具を使う「仮面劇・犬神」等の舞台も手がけた。
永山則夫の手記「無知の涙」を元にした『捧ぐ！永山則夫への70行』（作：寺山修司）は、昭和精吾が自ら受刑中の永山に面会をし許可を得て作られた。花岡鉱山中国人強制労働事件を題材に昭和精吾が企画・構成・演出し一人語りする「花岡ものがたり」は、滝平二郎の版画をスライドとして投影しながら上演する作品で、プロデューサーとしての手腕も活かされた。
個人事務所として活動しており、決まった劇団員を抱えてはいなかった。天井桟敷時代の仲間であったJ・A・シーザーや寺山偏陸、高取英などがスタッフとして手伝い、ゆかりある劇団、演劇舎蟷螂や月蝕歌劇団の俳優が客演していた。
1997年、こもだまり、イッキが「仮面劇・犬神」に参加。以降、二人は制作・企画にも携わり、地方ライブハウス公演のスタッフとして同行し出演もするという形で全公演に立ち会う。
1998年「時代はサーカスの象にのって」で昭和精吾のレパートリーである「アメリカよ」の詩にイッキが指名され、昭和精吾の語りを継ぐこととなる。同公演でこもだは振付を担当。
1999年の渋谷ジァン・ジァン閉館に伴い、活動場所を地方や都内ライブハウスに移す。犬神サアカス團、ストロベリーソングオーケストラ等、若手音楽家とのコラボも積極的に行った。
2003年、昭和精吾とイッキのふたりで李庚順を上演。

## 概要（2013年 - ）
2013年、イッキ、こもだまりの二人語りで昭和精吾のレパートリー「長編叙事詩・李庚順」を新宿シアターPOOにて上演。昭和精吾はゲスト出演。
のち、年1 - 2本のペースで東京公演を再開。
2014年、練馬区立美術館企画展『あしたのジョー、の時代　展』（出演：昭和精吾・イッキ・こもだまり・西邑卓哲（FOXPILL CULT）にて、力石徹告別式（1970年）の再現を行い、美術館ロビーを満員にした。
2015年、昭和精吾の急逝を受け、翌年2016年、こもだまりが二代目代表に就任。映像と語りをリンクさせる麻人楽音楽劇を導入、岸田理生アバンギャルドフェスティバルへの参加、昭和精吾を知らない若い俳優の起用など活動を拡げている。
現在の公演は寺山修司・岸田理生作品を、語りメインの詩劇と、幻想音楽劇の双極にて構成する形式としている。
2019年より、シアターPOOにてこもだとイッキが1日ママ、1日パパを務める　昭和精吾事務所BARを月1回のペースで開催。（コロナ期に入り中断）

## 主なメンバー
- 2015
- 代表：昭和精吾
- こもだまり
- イッキ

2016 -
- 代表：こもだまり（麻人楽 主宰）

俳優・ 脚本家・演出家。事務所公演以外にも寺山修司・岸田理生・三島由紀夫作品や、アングラの潮流を汲む劇団（青蛾館、池の下、虚飾集団廻天百眼、舞台芸術創造機関SAI、idenshi195等）への客演多数。2017年、寺山修司記念館20周年特別公演　幻想市街劇「田園に死す」三沢篇（総合演出・音楽：J・A・シーザー）に参加。ボーカルとしても活動。外部演出作品は、stayhome一人芝居 at Theatre、赤坂BLITZのKαinワンマン（パフォーマンス演出）、stayhome一人芝居（オムニバス、うち5作演出）、劇団ロオル「モノロオル」（オムニバス、うち1作演出）ほか。2017年よりヒューマンアカデミー演技講師となり、自身でも語りのワークショップを開催。
- 副代表：イッキ　（なめくじ劇場 主宰／アクロスエンタテインメント所属）

声優・俳優・脚本家・映画監督。昭和精吾の語りの後継者。2012年、脚本/監督/出演を務める「なめくじ劇場」を始動。短編コント動画を多数YouTubeに公開し、なめくじ劇場ライブとして公演を開催。映画版の代表作『なめくじ劇場THE MOVIE 2015「君の瞳に恋してる」』にて したまちコメディ大賞グランプリ＆観客賞受賞、ほか複数の映画祭で入選・受賞。主な出演作に「仮面ライダーゼロワン」、NHK連続テレビ小説「らんまん」「まれ」、「説明台詞オブ・ザ・デッド」（監督・上田慎一郎）、イオンカード×欅坂46 WEBムービー 「MYSELF」篇ほか。
- 音楽統括：西邑卓哲（ACM::: 主宰／FOXPILL CULT 主宰）

音楽監督・音楽家・作曲家・映像作家。昭和精吾事務所では音楽・映像製作、出演のほか広告美術も担当。FOXPILL CULTや提供楽曲で、DISC UNIONインディーズチャート1位に幾度も昇り、2015年にはTowerRecordアルバム総合チャート20位獲得。2013年より虚飾集団廻天百眼の音楽監督のほか多数の作品を手がけ、舞台作品の楽曲提供や、様々な団体の全国流通盤のRECエンジニアを担当。映像作家としてMV監督、カメラマン、CGクリエイターなども手がけ、2020年、FOXPILL CULT活動休止。2021年、コラージュによる精神縫合をコンセプトとした総合制作集団「ACM:::」を始動。
ex.DARKSIDE MIRRORS、ex.MADAME EDWARDA、ex.Phaidia。
2021 -
梶原 航（航跡 主宰）
俳優・演出家。新国立劇場演劇研修所第5期修了生、日本シェイクスピア協会会員。シェイクスピアから2.5次元作品まで幅広く出演。2007〜2019年、慶應義塾大学大学院 政策・メディア研究科「即興劇でイノベーションを学ぶ」トレーニングアクターを務め、一般社団法人 国際経営者協会 2012上半期ベストプログラム賞受賞。航跡でも舞台・演技に関するワークショップを開催。主な出演作は、NHK FM オーディオドラマ、新国立劇場開場15周年記念公演『リチャード三世』、ラゾーナ川崎プラザソル開館9周年記念公演『マクベス』（主演）、同10周年記念公演『ハムレット』（主演）、同15周年記念公演『俺は黙って鍋を振る』（演出・出演）、KAAT神奈川芸術劇場主催公演『アドルフに告ぐ』、朗読×和楽器『天守物語』（主演：篠井英介）ほか。

## 客演
2015年までの主な客演
- 蘭妖子
- 三上寛
- 佐々木英明
- ファイティング原田
- 寺山偏陸　※トークゲスト
- 萩原朔美　※トークゲスト
- 高取英（月蝕歌劇団）※トークゲスト
- 山田勝仁　※トークゲスト
- 網走五郎　※トークゲスト
- 雛涼子（ユニットR）
- 犬神明・犬神凶子・犬神情次2号・犬神ジン（犬神サアカス團）
- 原サチコ（ハンブルク・ドイツ劇場）
- 津田卓也
- 倉垣吉宏（舞台芸術創造機関SAI）
- 演劇舎蟷螂メンバー
- 月蝕歌劇団メンバー
- 劇団⭐︎A・P・B-Tokyoメンバー（浅野伸幸・高野美由紀ほか）

2016 -
- 麻宮チヒロ（舞台芸術創造機関SAI）
- 左右田歌鈴
- 稲川実加
- 小林桂太（演劇実験室◎万有引力）
- 梶原航（航跡）
- 死神紫郎
- 本山由乃（劇団ロオル）
- ぜん（舞台芸術創造機関SAI）
- 久津佳奈
- 岬花音菜（月蝕歌劇団）
- 蘭妖子
- のぐち和美（青蛾館）※音声出演
- 森ようこ（演劇実験室◎万有引力）※音声出演
- kaya ※音声出演
- 大島朋恵（りくろあれ）※音声出演
- 白川沙夜（月蝕歌劇団）※音声出演
- 虚飾集団廻天百眼
- 永井幽蘭
- 辻真梨乃
- 長田大史（踊る演劇集団ムツキカ）
- 常盤美妃（舞台芸術創造機関SAI）
- 上入佐秀平
- 真夢

## 主な作品（ - 2015年）
特に記載のないものは　作：寺山修司　演出：昭和精吾　音楽：J・A・シーザー
1984 -
　渋谷ジァン・ジァン　寺山修司企画（ - 1999年）
- 「われに五月を」シリーズ
- 「音楽劇・時代はサーカスの象にのって」　音楽：J・A・シーザー / 高木尋士　振付：こもだまり
- 「仮面劇・犬神」　音楽：落合敏行・高木尋士
- 捧ぐ！!寺山修司への70行～時代なんかじゃなかった～（1984）　作：寺山修司　脚本・構成：岸田理生　演出・音楽：J.A.シーザー
- 叙事詩「李庚順」（1992）シアターPOO
- 寺山修司の世界　inオリンズ（1988）松戸オリンズ
- 音楽劇・時代はサーカスの象にのって（1998・1999）渋谷ジァン・ジァン
- 仮面劇・犬神（1993、1999）渋谷ジァン・ジァン　音楽：落合敏行・高木尋士
- 花岡ものがたり（1992、1998ほか）深川江戸資料館、スタジオバリオ　※脚本：昭和精吾　版画（スライド）：滝平二郎
- われに五月を（多数）　渋谷ジァン・ジァン
- 寺山修司の世界『われに五月を』（2001）大阪・弁天町／石炭倉庫
- 鬼才・寺山修司の世界『われに五月を』（2000）
- 映画『書を捨てよ町へ出よう』の世界（2001）亀戸カメリアホール
- 寺山修司の世界 IN 飛騨高山「昭和精吾が語る天井桟敷の伝説」（2001）岐阜・飛騨高山／吉島家住宅
- The Doors PRESENTS ～寺山修司　都会の荒野に蘇る！［夢なき夜の詩］第三夜『東京の荒野』 （2001）
- 寺山修司命日特別公演『われに五月を』（2002）初台ドアーズ

2003
- われに五月を　総集篇（ゲスト：三上寛） / 若手公演　叫ぶ種子あり（2003）初台ドアーズ
- 昭和精吾 + イッキ公演「叫ぶ種子あり」ザムザ阿佐谷
- 「動く寺山修司記念館」日本文化会館

2005
- 昆明夫企画「寺山修司の世界〜動く寺山修司記念館〜」盛岡　紅茶の店しゅん

2006
- 蘭妖子 & 昭和精吾　名古屋ツーマンライブ「あの天井桟敷の歌姫とアジテ－タ－による『寺山修司の世界』」名古屋　涅槃

2013
- こもだまり・イッキ企画　寺山修司命日公演『われに五月を』シアターPOO
- ドキュメント『71歳・俺の寺山修司と天井桟敷　～涙ぐむ戦艦～」ザムザ阿佐谷
- 寺山修司誕生日公演『寺山さん、誕生日おめでとうございます　～トークと詩の朗読の誕生会～」ザムザ阿佐谷

2014
- 「あしたのジョーの時代」展「力石徹告別式　再現」練馬区立美術館
- 昭和精吾誕生日公演『寺山修司をうたう』シアターPOO

2015
- 寺山修司生誕80年記念　われに五月を特別企画「寺山さんってなんだった？〜トーク映像と追加トークと詩の朗読」シアターPOO
- 『寺山修司をうたう～思ひでの沖縄ジァン・ジァン公演より～」ザムザ阿佐谷

## 主な作品（2016 - ）
特に記載のないものは　作：寺山修司　音楽：J・A・シーザー / 西邑卓哲　構成・演出：こもだまり
2016
- 「われに五月を　第二章」

［出演］こもだまり、イッキ、西邑卓哲、麻宮チヒロ、左右田歌鈴
［音声出演］のぐち和美（青蛾館）
2017
- 「われに五月　第二章〜血系譜」作：寺山修司 / 岸田理生「吸血鬼」

［出演］こもだまり、イッキ、西邑卓哲、麻宮チヒロ、左右田歌鈴、稲川実加、鋤柄拓也
［音声出演］kaya
2018
- 7月　昭和精吾77歳記念公演「七七火-なななぬか-」作：寺山修司 / 岸田理生「火學お七」

［出演］こもだまり、イッキ、西邑卓哲、麻宮チヒロ、左右田歌鈴、稲川実加、鋤柄拓也、餅月わらび
- 7月　昭和精吾77歳記念ライブ「七七ノ歌-ナナナノカ-」 作：寺山修司

［ゲスト］蘭妖子・死神紫郎・犬神凶子（犬神サアカス團）・犬神情次2号（犬神サアカス團）・虚飾集団廻天百眼
- 12月　企画公演「氾濫原」作：寺山修司 /岸田理生/横田創/今井夢子（Manhattan96/椿組）

［出演］こもだまり、イッキ、西邑卓哲、左右田歌鈴
［ゲスト］小林桂太（演劇実験室◎万有引力）、梶原航（航跡 / ZINGYZAP）、死神紫郎、本山由乃（劇団ロオル）
2019
- 6月「水鏡譚」作：寺山修司 / 岸田理生「草迷宮」

［出演］こもだまり、イッキ、西邑卓哲、左右田歌鈴、久津佳奈、ぜん（舞台芸術創造機関SAI）、岬花音菜（月蝕歌劇団）
［音声映像出演］のぐち和美（青蛾館）、大島朋恵（りくろあれ）、白川沙夜（月蝕歌劇団）
- 8月麻人楽音楽劇「血系譜＋」2019　原作： 岸田理生「吸血鬼」

［出演］こもだまり、小林桂太（演劇実験室◎万有引力）、左右田歌鈴、西邑卓哲（FOXPILL CULT）※演奏
［音声出演］森ようこ（演劇実験室◎万有引力）、イッキ
- 12月　誕生月企画公演「氾濫原2」作：寺山修司 /江戸川乱歩/横田創/こもだまり

［出演］こもだまり、西邑卓哲（FOXPILL CULT）
［ゲスト］常川博行、梶原航（航跡）、大島朋恵（りくろあれ）、永井幽蘭、辻真梨乃
2021
- 12月　誕生月企画公演「氾濫原3」作：寺山修司 /江戸川乱歩/ウィリアム・シェイクスピア/近松門左衛門　音楽：西邑卓哲（ACM:::）

［出演］こもだまり、イッキ、西邑卓哲、梶原航、長田大史（踊る演劇集団ムツキカ）、永井幽蘭、辻真梨乃
［特別ゲスト］常川博行
2022
- 5月　寺山修司命日公演「われに五月を2022」作：寺山修司

［出演］こもだまり、イッキ、西邑卓哲、梶原航、常盤美妃（舞台芸術創造機関SAI）、上入佐秀平
［特別ゲスト］のぐち和美（青蛾館）、森ようこ（演劇実験室◎万有引力）
［音声・映像出演］昭和精吾
- 11月 「仮面劇・犬神」作：寺山修司　音楽監督：西邑卓哲（ACM:::）

［出演］こもだまり、梶原航、小林桂太（演劇実験室◎万有引力）、辻真梨乃、常盤美妃（舞台芸術創造機関SAI）、上入佐秀平、真夢、日原奈緒花（※舞踊出演）
［演奏］G/Vo. 西邑卓哲（ACM:::）、Dr.吉田達也、鍵盤.a_kira（マリア観音/曇ヶ原）
［音声出演］イッキ
2023
- 7月　第20回リオフェス参加　映像作品「糸地獄抄」2023 作：岸田理生「糸地獄」　音楽・映像：西邑卓哲

［出演］こもだまり、イッキ、梶原航（航跡）、小林桂太（演劇実験室◎万有引力）、辻真梨乃、常盤美妃（舞台芸術創造機関SAI）、上入佐秀平（フェアリーテイル）、真夢、日原奈緒花（※舞踊出演）
［ゲスト出演］のぐち和美（青蛾館）、大島朋恵（りくろあれ）、白川沙夜（月蝕歌劇団）
- 12月　誕生月企画公演「氾濫原4」作：寺山修司 /江戸川乱歩/サン=テグジュペリ/岸田理生　音楽：西邑卓哲（ACM:::）、永井幽蘭

［出演］こもだまり、西邑卓哲、梶原航、小林桂太（演劇実験室◎万有引力)、永井幽蘭、長田大史（踊る演劇集団ムツキカ）、日原奈緒花、常盤美妃（舞台芸術創造機関SAI）、上入佐秀平（フェアリーテイル）
［特別ゲスト］石垣翔大（曇ヶ原）、白永歩美（月蝕歌劇団）、山中淳恵（椿組）、乃木ナツミ

## 販売音源
- 昭和精吾 舞台音源集01「われに五月を」〜1999年 渋谷ジァン・ジァン公演より（2016）※「アメリカよ」「雪か」「国家論」の三篇
- 昭和精吾 舞台音源集02「長編叙事詩・李庚順」〜1999年 渋谷ジァン・ジァン公演より（2017）
- 音源集03「われに五月を第二章」（2017）　※新体制・こもだまり、イッキ、西邑卓哲による初音源
- 血系譜サウンドトラック（2017）※来場者特典無料配布
- 麻人楽音楽劇　音楽集（2014-2018）
- 七七火-なななぬか-サウンドトラック（2018）※来場者特典無料配布
- 氾濫原コラボ記念音源集（2018）
- 水鏡譚サウンドトラック（2018）
- 氾濫原3コラボ記念音源集「Sou」（2021）
- 「仮面劇・犬神」（2022）※全国流通盤[1]

## 販売映像　※は全国流通版
- 麻人楽 舞台映像「犬神抄＋s」（2016）作：寺山修司　音楽・映像：西邑卓哲［出演］こもだまり、左右田歌鈴、ぜん ［音声出演］のぐち和美（青蛾館）、イッキ
- 麻人楽 舞台映像「幻夢」（2015）作：こもだまり　音楽・映像：西邑卓哲［出演］こもだまり、稲川実加、左右田歌鈴 ［音声出演］麻宮チヒロ、常川博行
- 麻人楽舞台映像「血系譜＋」（2018）作：岸田理生「吸血鬼」音楽・映像：西邑卓哲［出演］こもだまり、小林桂太（演劇実験室◎万有引力）、左右田歌鈴［音声出演］イッキ、稲川実加
- 映像作品「糸地獄抄」※（2024全国流通）監督：こもだまり・西邑卓哲、原作：岸田理生「糸地獄」、脚本・演出：こもだまり、音楽・映像：西邑卓哲［出演］こもだまり、梶原航、小林桂太（演劇実験室◎万有引力）、辻真梨乃、常盤美妃、上入佐秀平（フェアリーテイル）、真夢、日原奈緒花／のぐち和美（青蛾館）、大島朋恵（りくろあれ）、白川沙夜
- 舞台映像「仮面劇・犬神」※（2025全国流通/2022ザムザ阿佐谷の舞台の映像）原作：寺山修司「犬神」、脚本・演出：こもだまり、音楽・映像：西邑卓哲［出演］こもだまり、小林桂太（演劇実験室◎万有引力）、梶原航、日原奈緒花、辻真梨乃、常盤美妃、上入佐秀平（フェアリーテイル）、真夢［演奏］西邑卓哲（ACM:::）、吉田達也、a_kira（曇ヶ原/返シドメ/天使乃聲）

## 受賞歴
- ディスクユニオン 新宿日本のロック・インディーズ館 　週間チャート1位（2022年9月、音源「仮面劇・犬神」）
- ディスクユニオン 総合インディーズ週間チャート2位（2022年9月、同）
- ディスクユニオン月間インディーズチャート3位（2022年9月、同）
- タワーレコード アルバム総合チャート20位（2022年9月、同）
- ディスクユニオン 総合インディーズ週間チャート3位（2024年7月、DVD「糸地獄抄」）
- ディスクユニオン 総合インディーズ週間チャート3位（2025年2月、DVD「仮面劇・犬神」）

## 関連リンク
- 昭和精吾
- 寺山修司